# ORF Vorarlberg

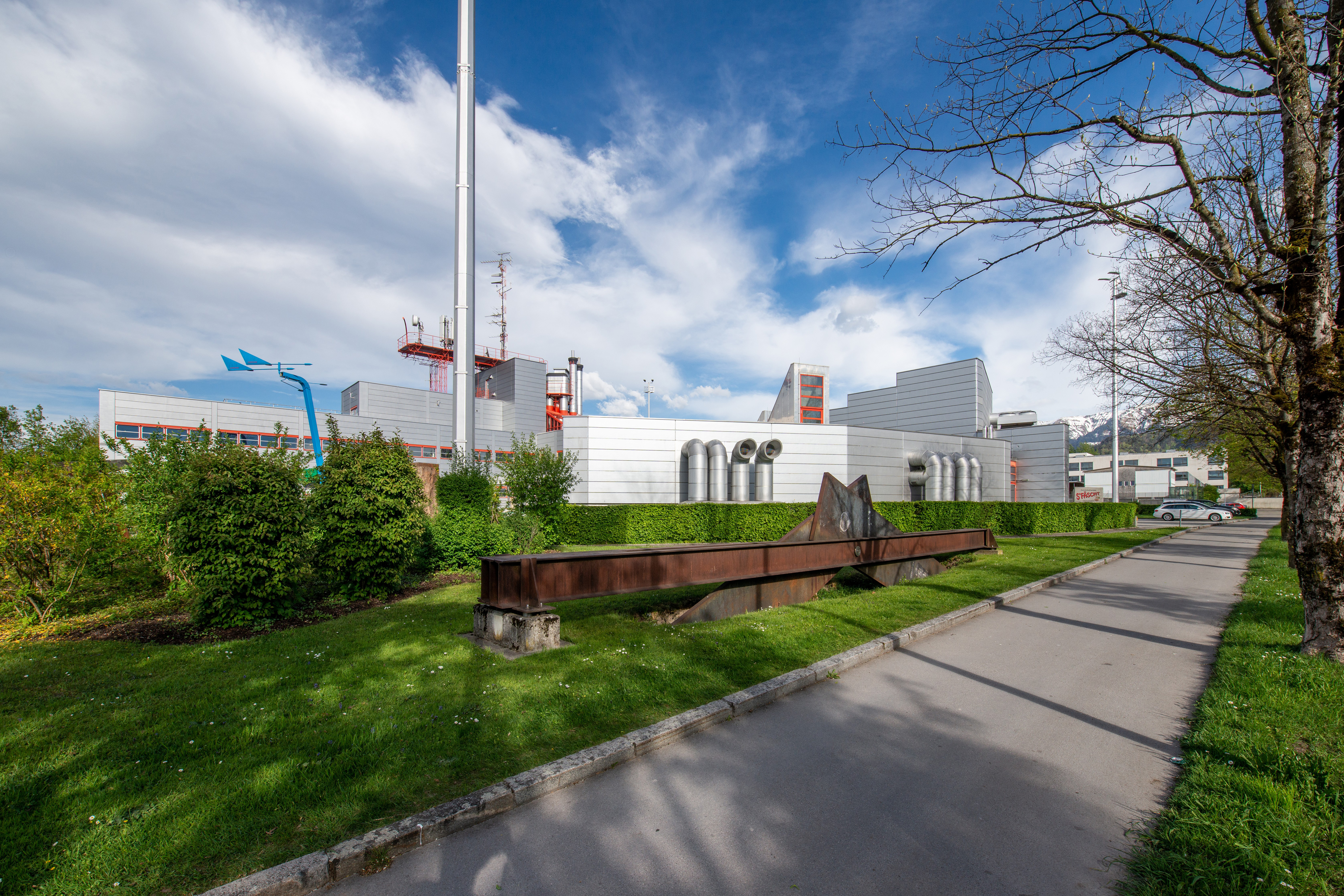
Teilansicht des Landesstudio Vorarlberg

Der ORF Vorarlberg (ORF V) ist eines von neun ORF-Landesstudios und hat seinen Sitz im ORF-Landesfunkhaus Vorarlberg in Dornbirn. Der ORF Vorarlberg ist als Medienunternehmen zuständig für den Radiosender „ORF Radio Vorarlberg“, diverse Fernsehsendungen, u. a. „Vorarlberg heute“ und „Vorarlberg Wetter“, die Onlineseite „vorarlberg.ORF.at“, das entsprechende Social-Media-Angebot auf Instagram und Facebook sowie verschiedene Podcasts.

## Programm

### Fernsehen
Der ORF Vorarlberg produziert an 364 Tagen (außer am 24. Dezember) die regionalen Fernsehsendungen „Vorarlberg heute“, das „Vorarlberg Wetter“, „VHEUTE kompakt“ sowie „Willkommen Vorarlberg“ in ORF 2. „Vorarlberg heute“ erreicht im Durchschnitt täglich einen Marktanteil von 64 % (Montag bis Sonntag). Dazu kommt die ORF-Berichterstattung für zahlreiche österreichweite Informationssendungen, die Gestaltung landesspezifischer Dokumentationen, etwa für das „Österreich-Bild“, „Erlebnis Österreich“, „Unterwegs in Österreich“, „Unterwegs beim Nachbarn“ oder die „Feiertagsdokumentation“, die Übertragung kultureller Höhepunkte wie von den Bregenzer Festspiele, die Übertragung von Sportereignissen, insbesondere für ORF SPORT + sowie zahlreiche weitere Großproduktionen für das internationale, nationale und regionale ORF-Programm. Seit Anfang 2024 steht „Vorarlberg heute“ mit Untertitelung auf der ORF-Plattform „on.ORF.at“ zur Verfügung.

### Radio
Im ORF-Landesfunkhaus Vorarlberg in Dornbirn wird mit ORF Radio Vorarlberg ein tägliches 24-Stunden-Radioprogramm produziert. Der Sender erreicht in seiner Kernzielgruppe 35+ vier von zehn Personen in seiner Kernzielgruppe. Neben der Tätigkeit für das eigene Programm wird außerdem der Kultursender Ö1 mit zahlreichen Produktionen beliefert. Die vom ORF Vorarlberg für Ö1 produzierten Konzertaufnahmen von den Bregenzer Festspielen sowie der Schubertiade Vorarlberg werden von der Europäischen Rundfunkunion weltweit distribuiert und erreichen dadurch international ein Millionenpublikum.

### Online
Die vorwiegend auf Nachrichten spezialisierte Seite „vorarlberg.ORF.at“ verzeichnete 2023 durchschnittlich 8,5 Millionen Aufrufe pro Monat, also mehr als 100 Millionen Seitenaufrufe pro Jahr.

### Social Media
Die Facebook-Seite und der Instagram-Account des ORF Vorarlberg erreichen mit Stand März 2024 rund 156.000 Personen pro Tag. Knapp 70 Prozent der Instagram-Follower von ORF Vorarlberg sind jünger als 35 Jahre.

### Veranstaltungen
Der ORF Vorarlberg richtet das ganze Jahr diverse Off-Air-Veranstaltungen aus. Zu den regelmäßig stattfindenden Events zählen beispielsweise der Musikwettbewerb „Sound@V“, mit dem Vorarlberger Musikerinnen und Musiker gefördert werden, die „DECUS-Gala“ im Oktober, die Ersthelfer und Zivilcourage auszeichnet, oder der „Heimatherbst“ im November, ein Fest für Volksmusik und Mundart aus den Vorarlberger Regionen. Weitere – auch österreichweit ausgerichtete – ORF-Veranstaltungen sind die „ORF-Lange Nacht der Museen“ oder die Sozialinitiative „Licht ins Dunkel“.

## Struktur
Der ORF Vorarlberg hat seinen Standort am Rundfunkplatz 1 in Dornbirn. Hier wird der überwiegende Teil der Medienproduktion abgewickelt. Zusätzlich gibt es im Landhaus in Bregenz ein Studio und das mobile gläserne Studio von ORF Radio Vorarlberg.

### Personal
Der ORF Vorarlberg wird seit 1. Jänner 2012 von Landesdirektor Markus Klement geleitet. Mit Stand März 2024 sind knapp 100 Personen angestellt. Dazu kommen je nach Anlass freie Mitarbeiterinnen und Mitarbeiter, Leiharbeitskräfte und Partnerfirmen, was in Summe rund 160 Arbeitsplätzen im ORF Vorarlberg entspricht.

### Organisation
| Direktion - Personal (Personalmanagement inkl. zentraler Disposition) - Finanzen (Budgetverwaltung und Budgetüberwachung) - Marketing (Projektmanagement, Konzeption, Auftragsabwicklung, Beratung und Kooperationen, klassische Werbung sowie Presse- und Öffentlichkeitsarbeit und Events) |         |
| Zentrale Chefredaktion - Information - Unterhaltung - Sport - Kultur | Technik |

## Geschichte
Die Geschichte des Rundfunks in Vorarlberg beginnt mit dem Bau des Senders Lauterach im Jahr 1933. Dieser wurde 1938 von der Wehrmacht besetzt und im Zweiten Weltkrieg beinahe gesprengt. 1945 sendete das provisorische Studio im Rathaus Dornbirn als erste Rundfunkstation nach dem Zusammenbruch des Dritten Reiches. 1946 ging der Sender Vorarlberg in den Besitz des Landes über, ein Jahr später waren in Vorarlberg 6000 Radiohörer gemeldet. 1954 wurde der „Ländle-Rundfunk“ gegen den Willen des Landes Vorarlberg dem Österreichischen Rundfunk einverleibt. Am 3. Dezember 1954 hieß es dann zum ersten Mal: „Hier ist der Österreichische Rundfunk, Radio Vorarlberg.“
Der ORF Vorarlberg steht aus historischen Gründen nicht in der Landeshauptstadt Bregenz, sondern in Dornbirn. Das Gebäude wurde 1972 nach Plänen des weltbekannten Architekten Gustav Peichl eröffnet, zu Beginn der 1980er Jahre mit einem Fernseh-Zubau versehen und zwischen 2001 und 2005 innen und außen generalsaniert. Es behielt dabei seinen silbergrauen Anstrich und ist dadurch die einzige sogenannte „Peichl-Torte“, die sich im Wesentlichen ihre ursprüngliche Form bewahrt hat. Aus diesem Grund steht das ORF-Landesfunkhaus Vorarlberg auch in Teilen unter Denkmalschutz. Seit dem Jahr 2012 wurde das Gebäude laufend adaptiert, multimedial ausgerichtet und mit der neuesten Technik ausgestattet.

### Landesintendanten bzw. -direktoren
- Walther Tölzer, 1967 bis 1982
- Leonhard Paulmichl, 1982 bis 1997
- Wolfgang Burtscher, 1997 bis 2011
- Markus Klement, seit 2012

### Chefredakteure
- Oswald Mayer, 1967 bis 1985
- Wolfgang Burtscher, 1985 bis 1996
- Adi Fischer, 1996 bis 2005
- Marion Flatz-Mäser, 2005 bis 2012
- Gerd Endrich, 2012 bis 2022
- Angelika Simma-Wallinger seit September 2022[4]

## Technik
Der ORF betreibt über seine Tochterfirma ORS in Vorarlberg insgesamt 20 Sendeanlagen (Pfänder, Lauterach, Vorderälpele, Dünserberg, Bezau, Au, Warth, Lech, Albona, Klösterle, Dalaas, Gasünd, Golm, St. Gallenkirch, Gaschurn, Übersaxen-Gischlangs, Raggal, Damüls, Gundkopf, Mittelberg).
Auf diesen 20 Sendemasten sind insgesamt 99 Sendegeräte verbaut.
- 59 UKW Sendegeräte für Ö1/ORF Radio Vorarlberg/Ö3/FM4
- 5 UKW Sendegeräte für Privatradios Antenne V/Kronehit
- 30 DVB-T2 Sendegeräte für SimpliTV
- 5 DAB+ Sendegeräte für CH und D